# Jan Both
Pour les articles homonymes, voir Both.
Jan Both, dit Both d'Italie (Utrecht, 1618 - Utrecht, 1652), peintre et graveur néerlandais.
Le musée du Louvre possède deux de ces paysages dans le genre de Claude Lorrain.

## Biographie
Descendant d'une famille de peintres, dessinateurs et graveurs, Jan Both est le fils d'un maître, dessinateur de cartons pour vitraux et décorations en verre, chez qui il fait son premier apprentissage. Par la suite, il est introduit dans le milieu artistique et culturel de sa ville natale, Utrcht, restant influencé d'abord par ses études sur Titien, Raphaël et Michel-Ange, puis par le Caravage.
Avec son frère d'Andries Both, également peintre, en 1634, il est l'élève d'Abraham Bloemaert, toujours ancré dans les classiques, et est influencé par Carel de Hooch, peintre de paysage, avant de se rendre en France et en Italie, où il séjourne pendant deux ans en 1639-1640, avec son frère. Son séjour à Rome lui permet d'affiner et de stabiliser son style, l'orientant vers une interprétation idéalisée de la nature, embellie par les influences de Claude Lorrain. Les personnages émergents de ses œuvres apparaissent alors dans des scènes dramatiques, avec des luminosités floues, des auréoles et des lumières rayonnantes.   
Avant Rome, avec son frère, il fréquente le groupe des Bamboccianti, qui réunit les artistes néerlandais de passage dans la ville. Il collabore avec Claude Lorrain dans la réalisation de grands paysages commandés probablement par l'intermédiaire de Don Manuel de Moura y Cortereal, ambassadeur de Philippe IV (roi d'Espagne), pour le palais du Buen Retiro à Madrid.  
Vers 1641, lui et son frère quittent Rome pour se diriger vers Venise avant de revenir à Utrecht, lieu où il retrouve une atmosphère picturale à l'italienne, grâce à la présence de Cornelis van Poelenburgh. Son frère Andries y décède à la suite d'un accident. 
Tout au long de sa courte mais importante carrière, Jan Both collabore souvent avec d'autres artistes comme Claude Lorrain et Cornelis van Poelenburch déjà mentionnés, Jan Baptist Weenixet Pieter Jansz Saenredam. Le choix des sujets et la composition exemplaire de ses œuvres sont admirés par de nombreux contemporains et sont une source d'inspiration majeure pour la troisième génération d'artistes hollandais influencés par la peinture italienne, parmi lesquels Willem de Heusch, Frederik de Moucheron, Nicolaes Berchem, Adam Pynacker et Albert Cuyp. Son style de dessin a également été souvent imité, notamment par son élève Jan Hackaert.
Dans les années 1960, l'art de Jan Both et son importance pour la peinture paysagère néerlandaise sont redécouverts, entre autres, grâce à une étude de M. R. Waddinghams.

## Style
Jan Both compose avec son frère de nombreux tableaux, peignant pour sa part, les fonds, les arbres et les paysages. Il adopte la lumière dorée caractéristique de Claude Lorrain, mais travaille ses paysages avec plus de naturalisme. Joachim von Sandrart rapporte qu'il s'attache à représenter avec minutie la luminosité propre à chaque heure de la journée.
De retour à Utrecht, il délaisse les scènes de genre pour les paysages, réutilisant, comme de nombreux italianisants, les études prises sur le motif au cours de ses voyages, pour réaliser des œuvres plus tardives.
De nombreux paysages, souvent romans ou en tout cas de style italien, figurent parmi ses œuvres, complétés par des groupes et des personnages qui forment ensemble une composition populaire et paysanne innovante par rapport au paysage mythologique et biblique habituel.

## Gravures

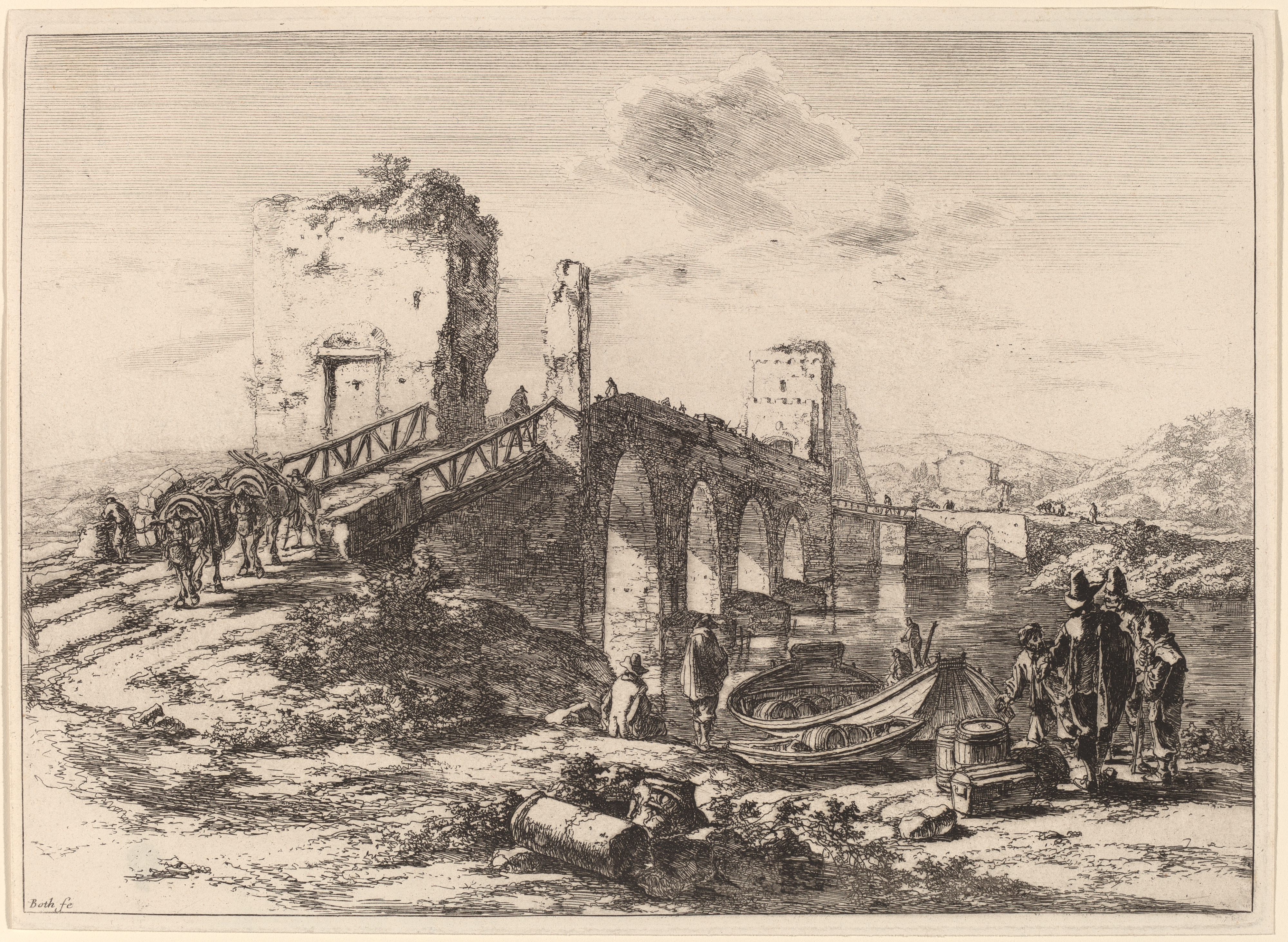
Le Pont de pierre, eau-forte.

D'après Adam von Bartsch dans le Peintre-Graveur, il laisse 15 gravures dont 10 représentent des paysages gravés d'une pointe fine et légère, mêlant burin et pointe sèche. Certaines ont été retirées par l'amateur et collectionneur Pierre-Jean Mariette au XVIIIe siècle.
À sur retour de Rome vers 1644-1652, il réalise six paysages des environs de Rome, dont une vue du Pont Milvius, des vues des berges du Tibre ou le mont Soracte.

## Collections publiques
Rijksmuseum Amsterdam : Paysage italien avec un artiste (vers 1651), huile sur toile, 187 × 240 cm.
Musée de l'Ermitage, Saint-Pétersbourg ; Kunsthistorisches Museum, Vienne ; musée du Louvre, Paris ; musée du Petit Palais, Paris ; Mauritshuis Royal Picture Gallery, La Haye ; musée des beaux-arts de Boston ; National Gallery of Art, Washington ; musée des beaux-arts du Canada, Ottawa ; National Gallery, Londres ; Royal Collection, Londres ; Ashmolean Museum, université d'Oxford ; Institut Courtauld, Londres ; Dulwich Picture Gallery, Londres; Musée national de l'Art occidental, Tokyo ; Wallace Collection, Londres ; et autres.

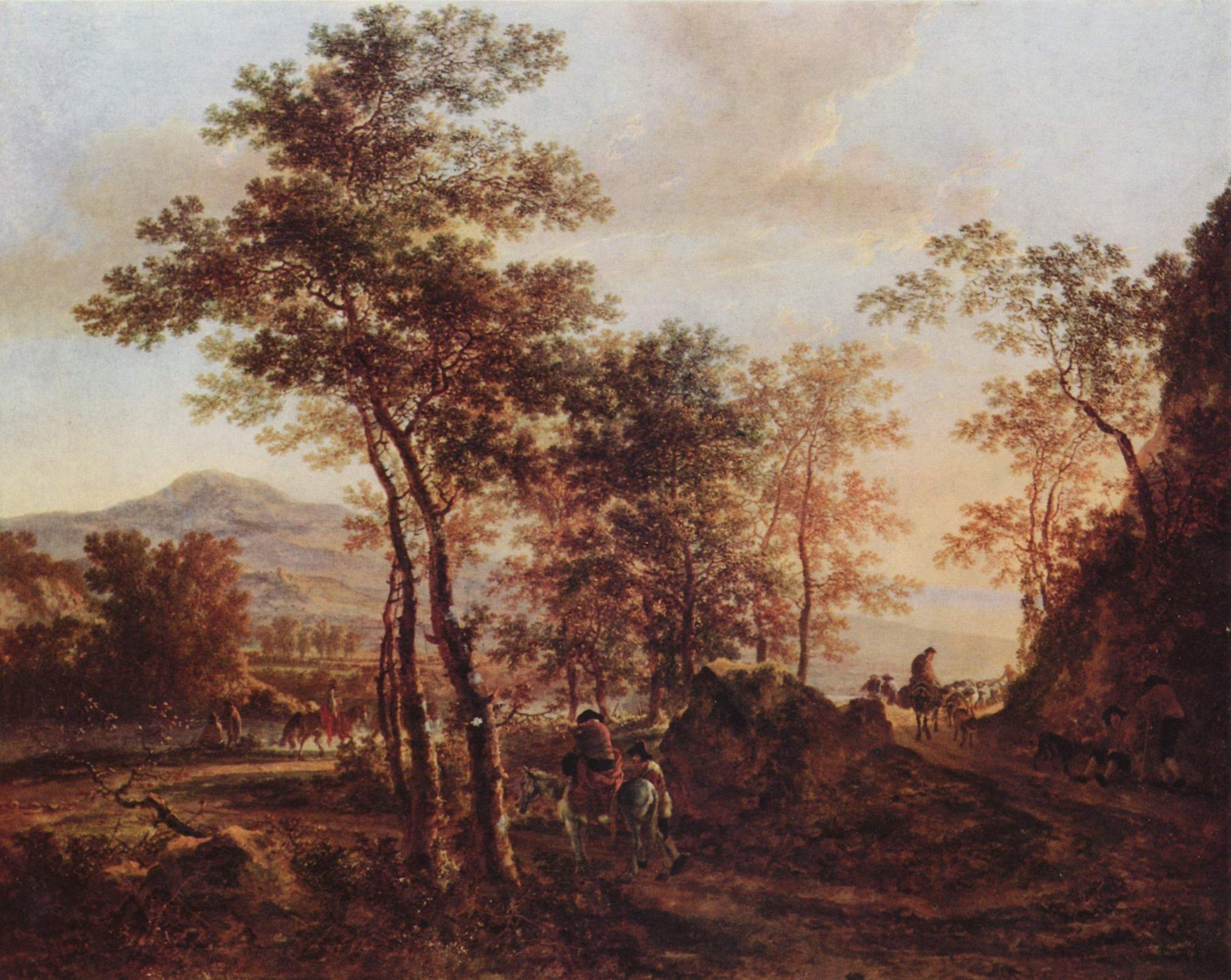
Paysage du soir.
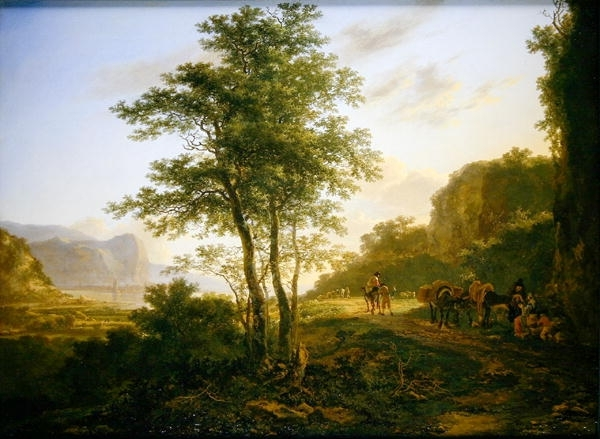